# Monte Sparviere
Monte Sparviere este o arie protejată (arie specială de conservare — SAC, sit de importanță comunitară — SCI) din Italia întinsă pe o suprafață de 280 ha, integral pe uscat.

## Localizare
Centrul sitului Monte Sparviere este situat la coordonatele 39°55′47″N 16°21′16″E / 39.929686°N 16.354392°E.

## Înființare
Situl Monte Sparviere a fost declarat sit de importanță comunitară în septembrie 1995 pentru a proteja 12 specii de animale. Situl a fost protejat și ca arie specială de conservare în iunie 2017.

## Biodiversitate
Situată în ecoregiunea mediteraneană, aria protejată conține 3 habitate naturale: Pajiști uscate seminaturale și facies de acoperire cu tufișuri pe substraturi calcaroase (Festuco-Brometalia) (* situri importante pentru orhidee), Păduri pe pante, grohotișuri și ravene de Tilio-Acerion, Grohotișuri termofile și vest-mediteraneene.
La baza desemnării sitului se află mai multe specii protejate:
- păsări (9): șerpar (Circaetus gallicus), șoim călător (Falco peregrinus), muscar-gulerat (Ficedula albicollis), vulturul pleșuv sur (Gyps fulvus), sfrâncioc roșiatic (Lanius collurio), Leiopicus medius, ciocârlie de pădure (Lullula arborea), gaia roșie (Milvus milvus), mugurarul (Pyrrhula pyrrhula)
- amfibieni (1): Bombina pachypus
- nevertebrate (1): Osmoderma italicum
- reptile (1): șarpele cu patru dungi (Elaphe quatuorlineata)

Pe lângă speciile protejate, pe teritoriul sitului au mai fost identificate 10 specii de plante, 4 specii de amfibieni, 3 specii de nevertebrate, 2 specii de reptile.